# Prosper Saint-Germain
Jean-Baptiste Prosper Marie Saint-Germain, né en 1804 à Paris et mort le 25 avril 1875 dans la même ville, est un peintre et illustrateur français.

## Biographie

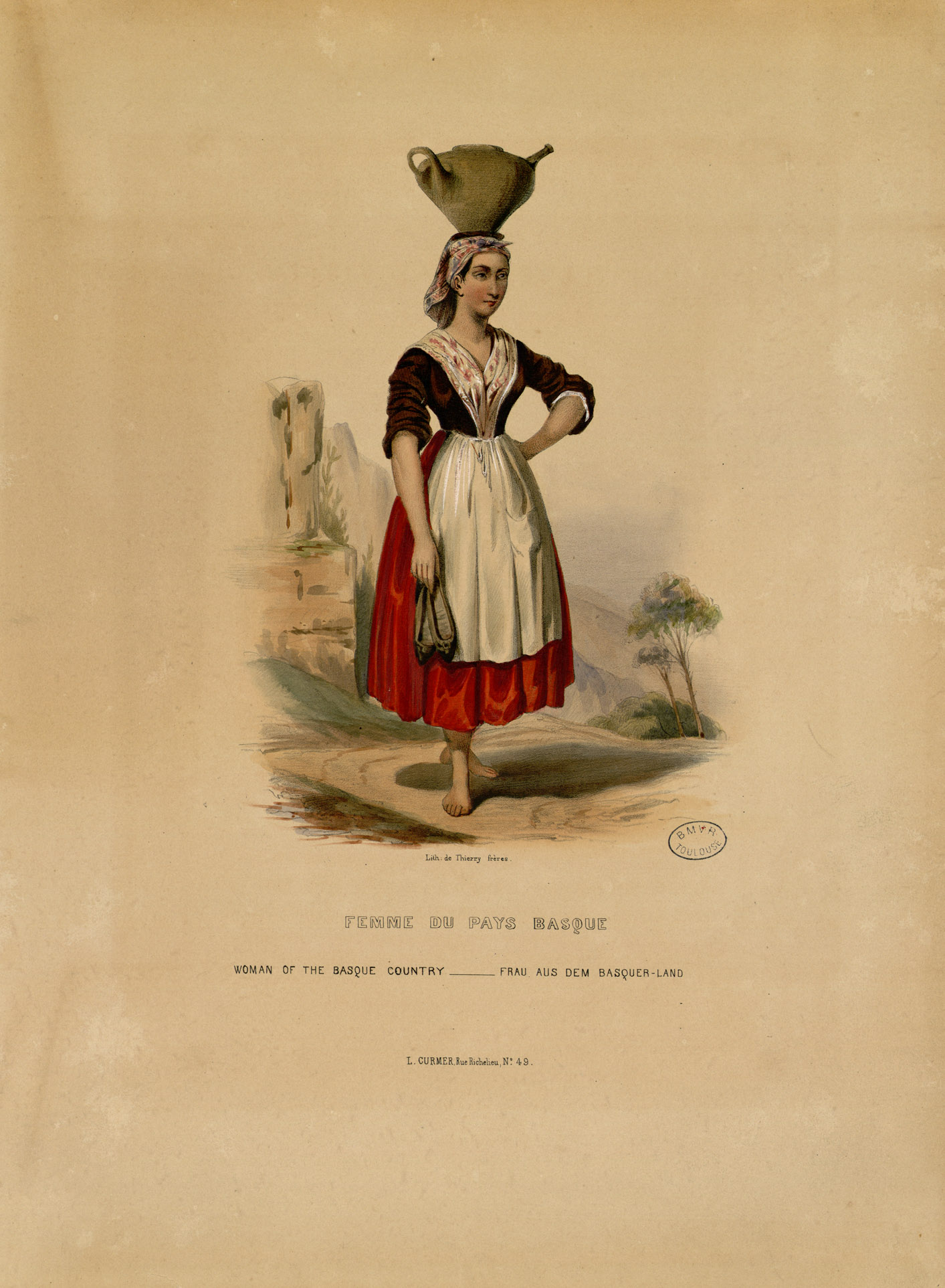
Femme du Pays basque, éd. Léon Curmer.

Prosper naît dans une famille de tapissiers et de passementiers : les Marie, originaires de Saint-Germain-en-Laye et alliés avec plusieurs peintres : Jean-Marc Nattier, François Boucher et Jean-Frédéric Schall.
Son père, Philippe Marie dit Saint-Germain, et sa mère, Thérèse Plaideau, viennent vivre à Morlaix où Prosper devient l'ami de l'écrivain Émile Souvestre, pour lequel il illustre plusieurs ouvrages. Il reçoit une formation classique chez son cousin le peintre Alexandre Colin.
De retour en Bretagne[Quand ?], il ouvre à Morlaix un cours pour jeunes gens, parmi lesquels le peintre et céramiste, Alfred Beau, futur gendre posthume d'Émile Souvestre.
Dessinateur et lithographe, il collabore à de nombreuses revues dont La Mosaïque de l'Ouest de son ami Émile Souvestre.
En 1851, il est nommé professeur de dessin de l'École navale à Brest, en succession de Romagnési.
Mis en invalidité après la guerre franco-prussienne, il meurt dans le 2e arrondissement de Paris le 25 avril 1875.
A son décès, il est fait chevalier de la Légion d'honneur.

## Conservation
- Laval, Vieux musée : Une noce en Basse-Bretagne, huile sur toile.
- Brest: l'ancien musée conservait deux dessins et une toile, Le retour de pardon à Plougastel-Daoulas. À la suite des bombardements de Brest, il n'en reste plus rien.
- Morlaix, musée des Jacobins, diverses lithographies de costumes et scènes bretonnes.
- BNF Richelieu, département des estampes: Rade de Morlaix, roche de Primel, mine de plomb et gouache papier chamois.
- Quimper, Musée départemental breton, Jeune fille bretonne examinant une croix d'or, dessin ; nombreuses lithographies et illustrations.

Il est dit par Guillaume Lejean, géographe breton, ami de la famille Souvestre, que P. Saint-Germain a fait un portrait d'Adah-Ana Beau, dernière fille de l'écrivain. Aucune trace à ce jour du tableau.
- Portrait de Camille Mellinet, lithographie.
- 1836 : expose au salon plusieurs œuvres, mais rien en 1838.
- 1856 : Dessin 52 × 82 cm : Les tours d'Elven Morbihan (En possession d'un particulier).

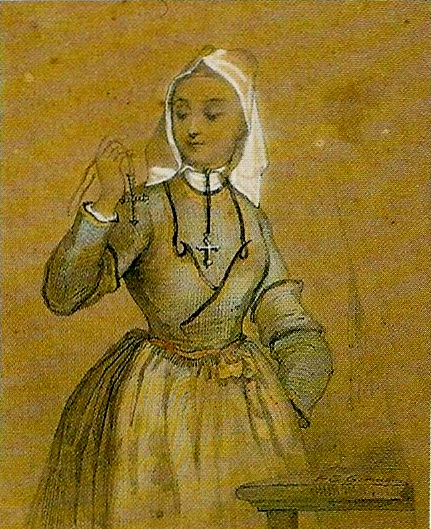
Jeune fille bretonne examinant une croix d'or (Musée départemental breton).
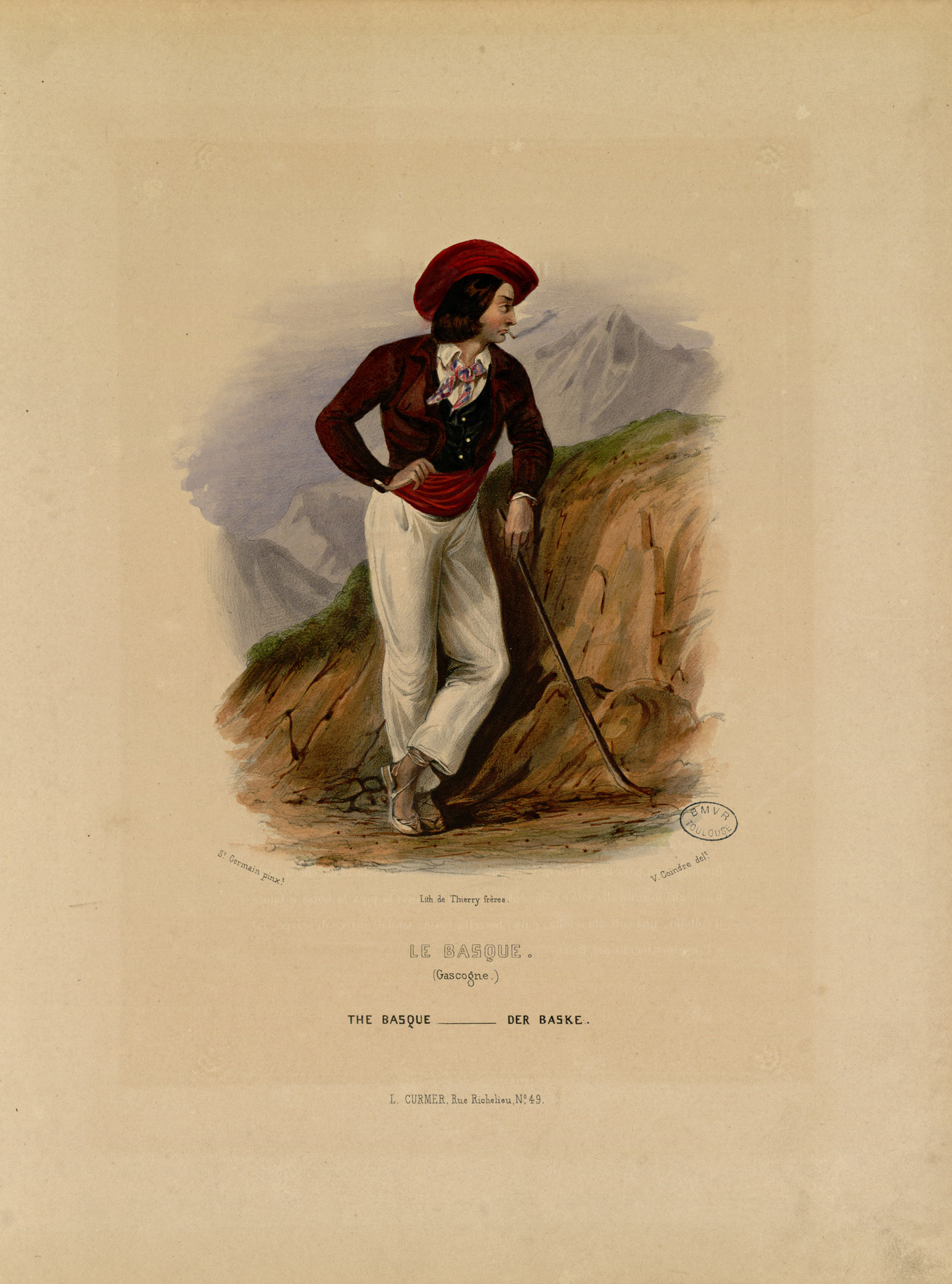
Le Basque